# Geschiedenis van Libanon

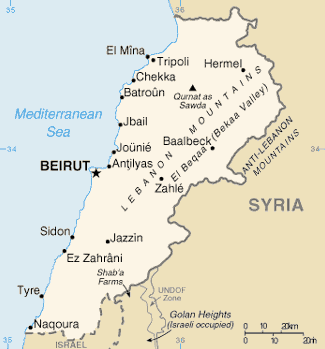
Kaart van Libanon

De Geschiedenis van Libanon is op te splitsen in twee delen: een geschiedenis van vóór de vestiging van de huidige staatkundige eenheid Libanon in 1920 en een geschiedenis van daarna. Zie de pagina Recente conflicten in Libanon voor een overzicht van geweldsuitbarstingen tussen 1840 en 2006 in Libanon.

## Geschiedenis van vóór de vorming van de moderne staat
Libanon maakt deel uit van de Vruchtbare Sikkel, het gebied in het Midden-Oosten waar rond 8500 v.Chr. voor het eerst landbouw ontstond.
In de Oudheid woonden in Libanon de Feniciërs die een bloeiende maritieme cultuur hadden tussen 2700 en 450 v.Chr. Ruïnes zijn te vinden in Tyrus, Sidon, Byblos en Beiroet. Rond 1000 voor Christus heerste koning Hiram I over Tyrus. Hij was een bondgenoot van de Joodse koning Salomo, die de Tempel in Jeruzalem liet bouwen met behulp van cederhout uit Libanon. 

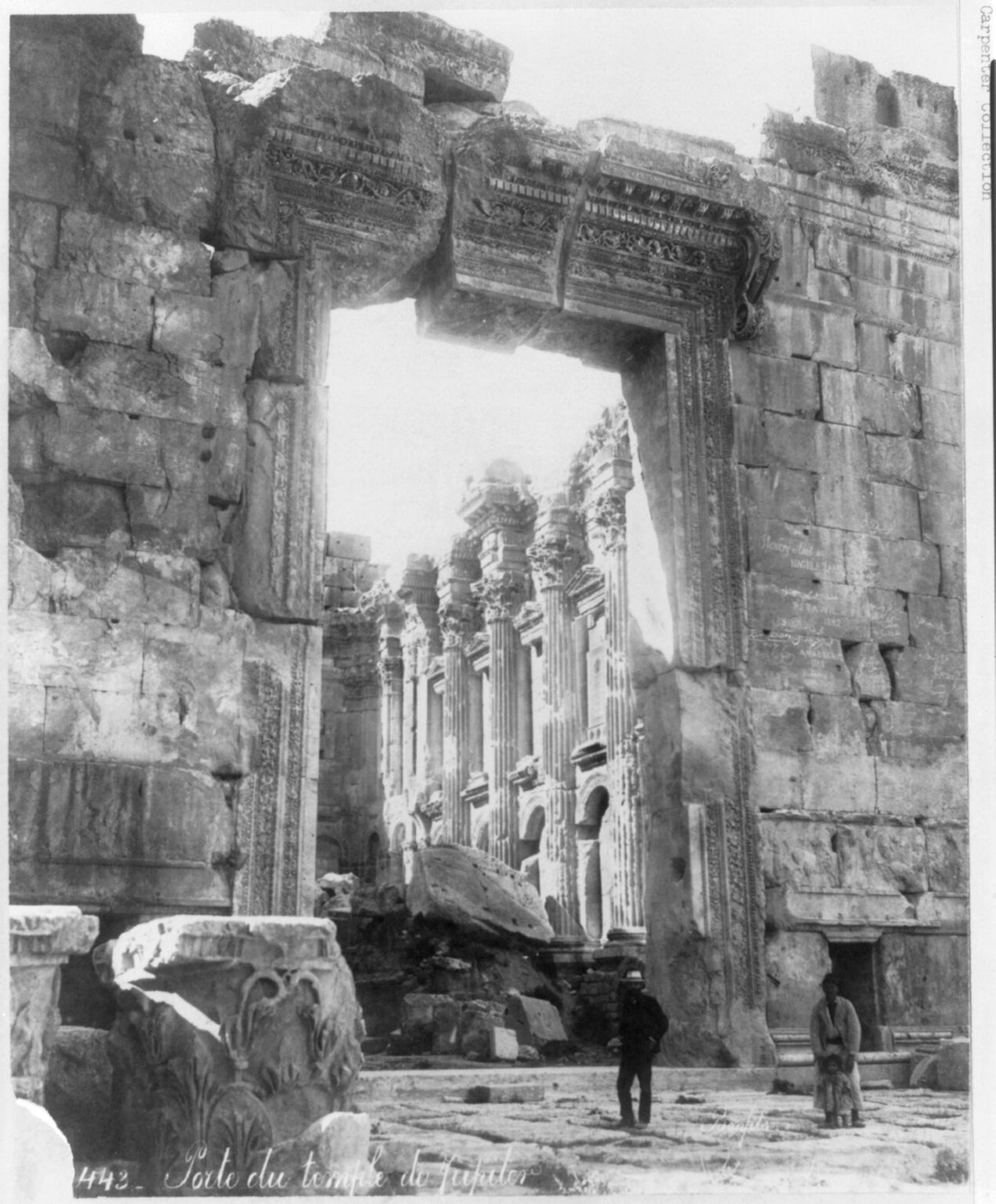
Tempel van Bacchus in Baalbek

De Perzische Achaemeniden veroverden het gebied in de vijfde eeuw voor Christus. Alexander de Grote veroverde het tijdens zijn veldtocht in 333 v.Chr.. Opvallend hierbij is de verovering van het toenmalige eilandje Tyrus, dat zo'n 800m van het vasteland aflag. Alexanders soldaten maakten een landbrug en konden zo het eilandje eenvoudig veroveren. Na de dood van Alexander werd Libanon onderdeel van het Seleucidenrijk.
In de eerste eeuw voor Christus veroverde het Romeinse Rijk Libanon. De stad Baalbek groeide uit tot een belangrijk religieus centrum.
In de 7e eeuw werd Libanon door het Arabische Rijk veroverd. De Omajjaden, de heersende dynastie van kaliefen, stichtten de stad Anjar in de Bekavallei als belangrijkste stad in het land. Belangrijkste godsdienst bleef nog lange tijd het christendom.
Tijdens de Middeleeuwen werd Libanon door de kruisvaarders veroverd. Het Latijnse Koninkrijk van Jeruzalem regeerde in het zuiden van Libanon en het Graafschap van Tripoli in het noorden. Het was de uit Damascus afkomstige Saladin die de kruisvaarders aan het eind van de 12e eeuw verdreef en daarna het rijk van de Ajjoebiden stichtte en vanuit Egypte regeerde.
In de dertiende eeuw versloegen de Egyptische Mammelukken de kruisvaarders definitief.
In 1516 veroverde het Osmaanse Rijk Libanon en een groot gedeelte van het Midden-Oosten. Tot na de Eerste Wereldoorlog maakte Libanon deel uit van dit rijk.

## Mandaatgebied
Libanon werd in 1920 op de Conferentie van San Remo toegewezen als een Frans mandaatgebied. Ook Syrië werd een mandaatgebied onder Frans bestuur. Veel Syriërs beschouwden Libanon als een onlosmakelijk deel van hun land.
Tot de jaren dertig was het betrekkelijk rustig in Libanon.  In 1936 stelde de Franse Volksfront-regering van Léon Blum de Libanese onafhankelijkheid in het vooruitzicht. De Maronieten (christenen) streefden naar een Libanese staat, die nauw verbonden zou zijn met (het katholieke) Frankrijk, terwijl de soennieten en een deel der Grieks-Orthodoxen streefden naar een 'Groot-Syrië'. Na de val van het kabinet-Blum in Frankrijk (1936) ging het plan voor Libanese autonomie weer in de ijskast.
In 1937 werd de maronitische (fascistoïde) Libanese Falange opgericht door de olympische atleet Pierre Gemayel. 
Tijdens de Tweede Wereldoorlog kozen zowel Libanon en Syrië de kant van Vichy-Frankrijk. Medio 1941 werden Libanon en Syrië door de geallieerden en de Vrije Fransen van generaal Charles de Gaulle op de Vichy-regering veroverd tijdens Operatie Exporter. Generaal Georges Catroux, de nieuwe Franse gouverneur-generaal, stelde de onafhankelijkheid van Libanon in het vooruitzicht.

## Onafhankelijk
In 1943 werd het Franse mandaat over Libanon opgeheven en werd Libanon een onafhankelijke republiek. Beshara al-Khouri, een maronitisch christen werd president, terwijl Riyad al-Solh, een soennitische moslim, premier werd. Adel Osseyran, een sjiiet, werd vervolgens parlementsvoorzitter. Om religieuze spanningen in de toekomst tegen te gaan, maar ook om de maronitische en soennitische status quo over Libanon te bewaren, sloten Khouri en Solh het Nationaal Pact. Het Nationaal Pact had ten doel, zowel de Maronieten, de soennieten, en ten dele de sjiieten tevreden te stellen. Bepaald werd dat de president altijd een christen (maroniet) zou zijn, de premier een soenniet en de voorzitter van het Huis van Afgevaardigden een sjiiet. Libanon zou zich cultureel zowel op Europa als op de Arabische Landen oriënteren. Tijdens een eventueel Arabisch conflict zou Libanon neutraal blijven.

### Na de Tweede Wereldoorlog
In 1945 was Libanon medeoprichter van de Arabische Liga. Ondanks zijn neutraliteit inzake een Arabisch conflict, viel het land in 1948 de nieuwe staat Israël aan. Gedurende de jaren veertig en vijftig was de situatie in Libanon stabiel, hoewel er wel degelijk ongenoegen waarneembaar was onder de sjiieten, die, ondanks het feit dat hun bevolkingsgroep steeds meer toenam, nog altijd een tweederangspositie bekleedden in de regering. De jaren vijftig en zestig waren tijden van grote economische voorspoed en ver doorgedreven markteconomie. Camille Chamoun werd in 1952 de opvolger van president Khouri.
In 1958 kwamen moslims in opstand, omdat zij een nieuwe volkstelling eisten. Zij meenden dat de volkstelling uit 1932 achterhaald was en dat zij inmiddels de meerderheid van de bevolking uitmaakten. Tegelijkertijd wilden groepen moslims zich aansluiten bij de Verenigde Arabische Republiek, die uit Egypte en Syrië bestond. Zij werden door de Sovjet-Unie gesteund. De VS lanceerden de Eisenhowerdoctrine die landen in het Midden-Oosten op verzoek steun verleende tegen de communisten. De Libanese regering gaf geen gehoor aan de eis van de moslims en met steun van Amerikaanse mariniers werd de opstand onderdrukt.
President Chamoun trad in 1958 af en werd opgevolgd door Fouad Chehab (1958-64). In december 1961 pleegden aanhangers van de Syrische Socialistische Nationale Partij (SSNP) een mislukte staatsgreep.
In de jaren zestig zocht de regering van de presidenten Charles Hélou en Suleiman Franjieh toenadering tot Egypte en andere Arabische landen. Tevens werden handelsakkoorden gesloten met de Sovjet-Unie en Oost-Europese landen. Hoewel Libanon een modern en drukbezocht vakantieland werd, met een goede economie, was het aan de andere kant achtergebleven. De traditionele zaïm (notabelen en grootgrondbezitters) van christelijke en soennitische huize, hadden het voor het zeggen en de economische voorspoed kwam slechts hen ten goede. De sjiieten, inmiddels de grootste bevolkingsgroep in Libanon, waren enorm achtergesteld en leefden (afgezien van hun notabelen) in armoede. In 1974 richtte imam Musa al-Sadr (een Iraniër van Libanese afkomst) de Amal beweging op. Amal (= Libanese Verzetseenheden) was een typische emancipatiebeweging. Imam al-Sadr ging de sjiitische armoede aan het hart en wilde met zijn Amal op vreedzame weg de verbetering van sjiitische positie bereiken.

### Libanese Burgeroorlog (1975)
In 1973 vond er een geweldsuitbarsting plaats tussen regeringsmilities en de in Libanon verblijvende Palestijnen van de PLO. Daarnaast brak er een strijd uit tussen de falangisten van Pierre Gemayel en diverse islamitische partijen. In 1975 was er sprake van een burgeroorlog.
Aan het begin van de burgeroorlog was de situatie nog redelijk overzichtelijk. De moslims richtten onder leiding van Druzen-leider (tevens PSP-partijvoorzitter) Kamal Jumblatt de Nationale Beweging op. De Maronieten (aangevuld met een paar moslims en Grieks- en Armeens-Orthodoxen) richtten het Libanees Front op. Het Libanees Front stond onder leiding van sjeik Pierre Gemayel (de leider van de Falange).
Spoedig daarna braken echter een interne conflicten uit binnen zowel de Nationale Beweging als het Libanees Front. Sjeik Bechir Gemayel, die na de dood van zijn vader Pierre leider werd van de falangisten, streefde naar een Nationaal Libanees Leger, dat onder zijn controle zou staan en de religieuze tegenstanders zou bevechten. In 1976 vermoordden de falangisten hun voornaamste christelijk-maronitische tegenstander Tony Franjieh en zijn vrouw. Franjiehs zogenoemde 'Reuzen-Militie' werd hierna onderdeel van Gemayels Nationaal Libanese Leger. De in Oost-Beiroet regerende maronitisch-christelijke 'Tijgers' van de familie Chamoun, werden in 1976 eveneens opgeslokt door het Nationaal Libanese Leger van sjeik Bechir Gemayel.
Eveneens in 1976 komen Syrische troepen Libanon binnen. Met goedkeuring van Israël en de Verenigde Staten moeten zij mede zorgen voor stabiliteit.
Binnen de moslim-coalitie brak spoedig daarna eveneens een machtsstrijd uit en de seculiere moslimpartijen stapten uit de Nationale Beweging, die daarna werd opgeheven. In Beiroet, het hoofdtoneel van de burgeroorlog leverden de seculiere alawitische 'Rode Ridders' en de soennitische nasseristen strijd tegen de sjiitische Amal en later ook tegen de sjiitische Hezbollah. In tegenstelling tot Amal was Hezbollah fundamentalistisch. Van Amal splitste zich de eveneens fundamentalistische Islamitische Amal af.
De Palestijnse PLO was ook bij de strijd betrokken, maar moest in 1982 de strijd staken. Reeds in 1977, na een vanuit Libanon geleide terroristische aanslag in Tel Aviv, mengde Israël zich in de strijd en wierp zich op als de beschermheer van de falangisten van Gemayel. Gemayel was blij met die hulp, omdat een alliantie met Syrië kort daarvoor was stukgelopen. In 1983 versloeg de druzische PSP van Walid Jumblatt de christenen in het Shoufgebergte.
In 1982 heeft het Israëlische leger Beiroet omsingeld, waaronder de Palestijnse vluchtelingenkampen Sabra en Shatila. Na de moord op de leider van de falangisten Gemayel, trekken verschillende falangistische milities de kampen in. De milities doden in een wraak-operatie naar schatting ruim 1000 Palestijnen. In Israël ontstaat hevig protest over het feit dat het Israëlische leger niet heeft ingegrepen. De minister van defensie Ariel Sharon wordt gedwongen af te treden.
In 1982 werd Amin Gemayel, de broer van de inmiddels vermoorde Bechir Gemayel, president. Hoewel zijn positie zwak was, wist hij in 1983 via een Amerikaanse bemiddeling een vredesverdrag met Israël te sluiten. Israël trok zich daarop officieel uit de strijd terug, maar hield troepen in Zuid-Libanon. Desondanks kon Syrië op deze manier gemakkelijk zijn positie versterken. De aanwezigheid van zowel Syrische troepen als de VN-vredesmacht schiep een situatie waarin naar een vrede kon worden toegewerkt.
Onder druk van Saoedi-Arabië, Marokko en Algerije sloten de strijdende partijen het Vredesakkoord van Taif in 1989. Het Akkoord voorzag in politieke hervormingen, democratisch herstel en Syrische aanwezigheid. Met steun van Syrië werd de pro-Syrische Maronitische grootgrondbezitter Elias Hrawi tot president gekozen. De werkelijke machthebber was echter het Syrische leger. De Israëlische troepen bleven nog tot 2000 in Libanon, de Syrische troepen vertrokken in het voorjaar van 2005.

### Na de burgeroorlog
In 1996 werd Hrawi (onder Syrische druk) herkozen. In 1998 werd de eveneens pro-Syrische Maroniet Émile Lahoud president. Hoewel de vrede was hersteld, was de keerzijde dat de Syrische aanwezigheid in Libanon voortduurde.

## De 21e eeuw

### Moord op Hariri
De laatste Israëlische troepen verlieten Libanon in 2000.
In september 2004 nam de VN Veiligheidsraad resolutie 1559 aan, die Syrië opriep zijn troepen terug te trekken uit Libanon. Syrië gaf daar in eerste instantie geen gehoor aan. Op 14 februari 2005 werd oud-premier Rafik Hariri bij een bomaanslag gedood, de zoveelste bomaanslag in een serie van aanslagen. Veel Libanese burgers beschuldigden Syrië ervan de aanslag te hebben gepleegd. Eind februari kwam het tot vreedzame betogingen om een diepgaand en internationaal onderzoek in te stellen naar de daders. Tevens protesteerden de Libanezen tegen de Syrische aanwezigheid in Libanon en hoopten ze dat de verkiezingen van juni 2005 door zou kunnen gaan zonder inmenging van Syrië. De omwenteling werd wel de Cederrevolutie genoemd.
De pro-Syrisch geachte regering van premier Omar Karami besloot op 28 februari om af te treden. Twee weken later, echter, stelde Karami zich opnieuw beschikbaar voor het premierschap. Het lukte Karami echter niet een regering te vormen, waarna hij terugtrad als premier. Najib Mikati werd vervolgens aangesteld als premier.
In maart en april trokken de Syrische troepen en veiligheidsdiensten zich terug, eerst naar de oostelijk gelegen Bekavallei en per eind april waren zij het land uit. Eind mei en juni waren de parlementsverkiezingen, die per streek werden gehouden op verschillende data. Een brede anti-Syrische coalitie onder leiding van Saad Hariri, de zoon van de vermoorde Rafik Hariri, won de verkiezingen. De voormalige rechterhand van Rafik Hariri, Fouad Siniora, vormde daarna een regering die op 19 juli 2005 geïnstalleerd werd.

### Israëlisch-Libanese crisis van 2006
Nadat militanten van Hezbollah twee Israëlische grenswachten hadden ontvoerd en honderden raketten op Israëlische dorpen hadden afgevuurd reageerde Israël op 12 juli 2006 door Libanon binnen te vallen. Zo'n 700.000 Libanezen vluchtten voor het geweld en zo'n 1200 Libanezen werden gedood. Het conflict werd beëindigd door middel van de VN-resolutie 1701. Volgens de resolutie moet Hezbollah stoppen met het afvuren van raketten, en moet Hezbollah zich achter de rivier de Litani terugtrekken. Van Israël wordt verwacht dat het de offensieve operaties in Libanon staakt en Libanon verlaat om plaats te maken voor het Libanese leger en VN-troepen. Deze resolutie werd door zowel Hezbollah als Israël erkend, en er werd een staakt-het-vuren afgekondigd. De Israëlische minister van Buitenlandse Zaken Tzipi Livni zei wel dat Israël pas Libanon zou verlaten als het Libanese leger en de VN-vredesmacht in het zuiden van het land zijn gestationeerd. Vooralsnog heeft de organisatie Hezbollah geweigerd om haar wapens conform de VN-resolutie neer te leggen.

### Periode van binnenlandse conflicten (2006-2008)
Na het einde van de oorlog met Israël richtte Hezbollah zijn pijlen op de Libanese premier Siniora. Eind 2006 namen alle ministers van Hezbollah ontslag uit de regering, omdat ze er niet in slaagde om een vurig gewenst veto binnen de ministerraad te krijgen, en Hezbollah ging voortaan verder als de oppositie tegen de prowesterse regering, samen met het sjiitische Amal van Nabih Berri, de christelijke Vrije Patriottische Beweging van Michel Aoun en de seculiere Syrische Sociaal Nationale Partij van Ali Qansuh. Deze oppositiepartijen vormden samen de 8 maart beweging, als tegenhanger van de 14 maart beweging, die na de Cederrevolutie werden gevormd. Onder deze beweging behoren de soennitische Toekomstbeweging van Saad Hariri, de Progressieve Socialistische Partij van Walid Jumblatt, de maronitisch-christelijke Forces Libanaises van Samir Geagea en de maronitische Falange van Amin Gemayel.
Deze twee bewegingen stonden lijnrecht tegenover elkaar, en hierdoor ontstond een patstelling in de Libanese politiek. Toen president Émile Lahoud op 23 november 2007 moest aftreden, omdat zijn termijn was afgerond, was er nog geen opvolger gekozen door het Libanese parlement. De verkiezingen werden telkens verdaagd, en bij elke ronde werd er maar geen kandidaat gekozen, simpelweg omdat de partijen het niet eens konden worden. De crisis bereikte in mei 2008 een dieptepunt, toen aanhangers van Hezbollah met geweld het islamitische deel van Beiroet innamen. Ze reageerden op regeringsmaatregelen om de macht van Hezbollah te breken. Premier Siniora draaide die maatregelen onder druk terug.
Na deze crisis besloten enkele Arabische landen een oplossing te vinden voor de crisis. In Qatar werd een zesdaagse top gehouden met alle betrokken partijen, en op 21 mei werd er een akkoord gesloten. Afgesproken werd dat de consensus-kandidaat Michel Suleyman de nieuwe president van Libanon zou worden, zodat de rust zou terugkeren in het land. Ook is er afgesproken een regering van nationale eenheid te vormen. Hezbollah boekte succes doordat de ministers in de ministerraad het gewenste vetorecht krijgt. Daarnaast worden de kiesdistricten aangepast, een andere wens van Hezbollah. Als tegemoetkoming aan de regeringspartijen brak Hezbollah een kampement in het centrum van Beiroet op, dat daar al sinds eind 2006 voor veel hinder zorgde.
Op 25 mei 2008 werd Suleyman gekozen tot de nieuwe president van Libanon. Hij is voor zowel de prowesterse regering als de pro-Syrische Hezbollah-beweging aanvaardbaar. Op zijn eerste werkdag ging hij direct aan het werk met de voorbereidingen voor de formatie van een nieuwe regering, aangezien de oude regering met Suleymans benoeming van haar functie ontheven. Echter werd Siniora herkozen tot premier, dus hij zal ook de voorman worden van de nieuwe regering. De nieuwe regering zal volgens het akkoord in Qatar bestaan uit zestien posten voor de 14 maart beweging, elf voor de 8 maart beweging en ten slotte drie te verdelen door de president. Het kabinet moet volgens het Libanese beginsel van machtsdeling tevens bestaan uit een evenredige verdeling tussen christenen en moslims. Een nieuwe kieswet schrijft bovendien nieuwe parlementsverkiezingen voor in 2009.

### Na 2008
Op 4 augustus 2020 vond er een explosie plaats in het havengebied van Beiroet, dicht bij het centrum. Ongeveer 2750 ton ammoniumnitraat, dat al enkele jaren in een loods was opgeslagen, explodeerde en vernietigde grote delen van de hoofdstad.